# Мелиан
Мелиан е героиня от Толкиновата фантастика. Тя е Маяр от племето на Айнурите. Влюбва се в елфическия крал Елу Тингол, Сивоплащия, и заедно с него управлявала кралство Дориат. Тя е единствения Айнур, за когото се знае, че има деца (макар че може да се твърди същото за Унголиант, ако се приеме че Унголиант е Айнур).
 Внимание:  Текстът по-долу разкрива сюжета на произведението (или части от него)!
Когато Тингол, наричан и Елве, срещнал Мелиан, той загубил представа за хода на времето, в резултат на което всички, освен неговите търсещи го спътници, отишли във Валинор. Затова Мелиан и Тингол основали кралство Дориат в Средната земя. Те имали само една дъщеря, Лутиен Тинувиел, която се омъжила за Берен; в резултат маярската кръв на Мелиан преминала в рода на елфите и хората.
В Дориат Мелиан използвала силите си, за да пази кралството със защита, наречена Пояса на Мелиан, който не допускал никой по-малко силен от нея да влезе. Въпреки това, тя предрекла, че някой ден създание със съдба, по-силна от нейната мощ, ще успее да премине преградата. Когато Берен дошъл, както било предсказано, Мелиан посъветвала Тингол да не го праща за Силмарилите, търсене, което довело по-късно до разрухата на Дориат. Това и още много случаи доказват, че нейното знание и виждане в бъдещето я правят по-мъдра от съпруга си и е достойна кралица.
След смъртта на Тингол Мелиан „позволила“ на тялото си да умре, напускайки Средната земя и отивайки във Валинор. Там тя оплаквала загубата на съпруга си и смъртната човешка съдба на дъщеря си.